# Skaningowy mikroskop termiczny

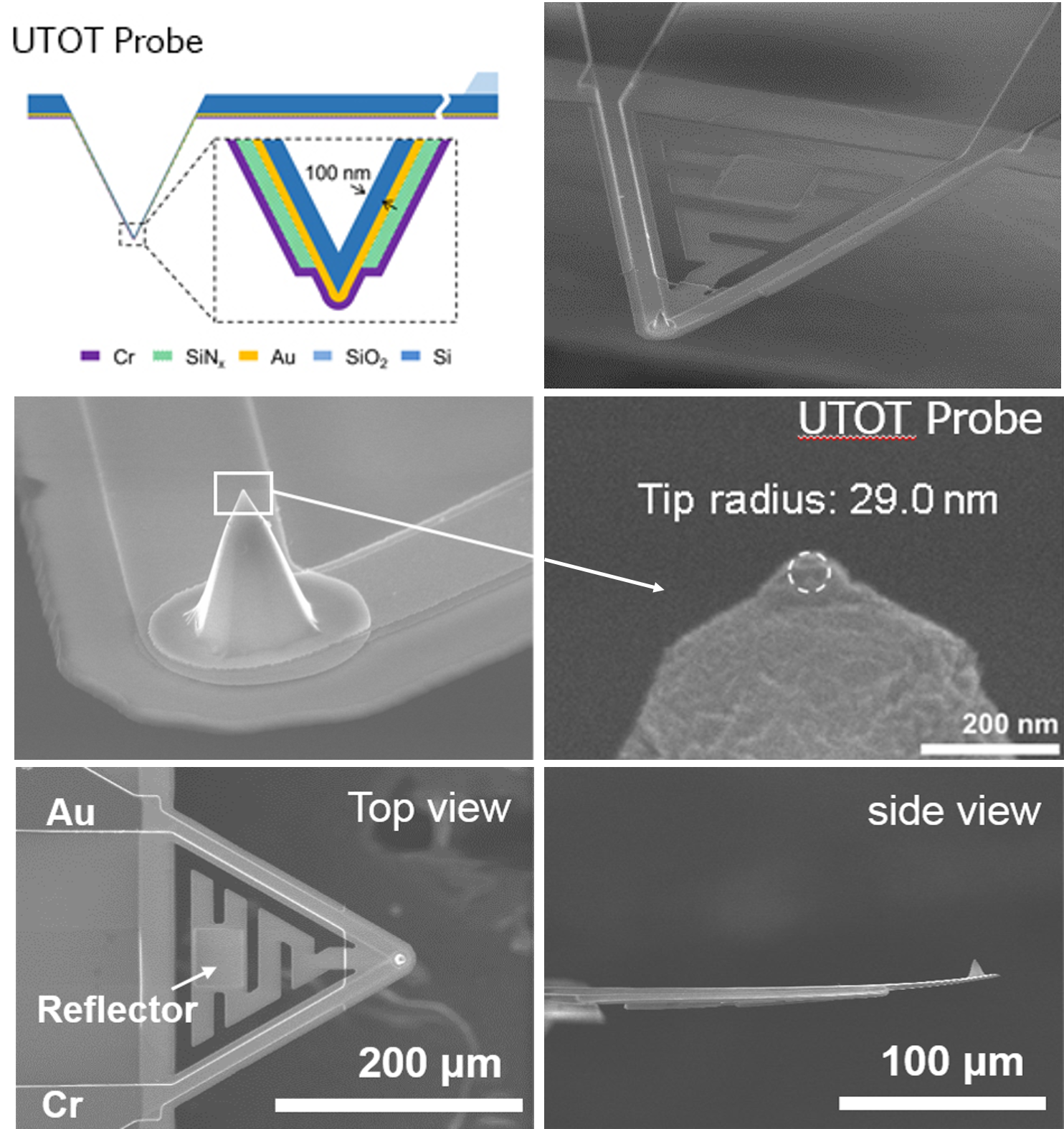
Sonda mikroskopu

Skaningowy mikroskop termiczny (z ang. TSM – Thermal Scanning Microscope) – mierzy przewodność cieplną powierzchni badanego materiału. Dźwigienka, wykonana z dwóch rodzajów metali, różniących się właściwościami przewodnictwa cieplnego, reaguje różnym wychyleniem na zmiany przewodności cieplnej próbki. Sonda skanująca nie styka się z badaną powierzchnią. W wyniku pomiaru otrzymuje się obraz topografii próbki.
Mikroskop należy do mikroskopów SPM, w których na ramieniu skaningowym porusza się sonda mierząca dany parametr. 